# Heliocopris eryx
Heliocopris eryx là một loài bọ cánh cứng trong họ Bọ hung (Scarabaeidae).